# حميدان التركي
حميدان بن علي التركي (1969-)، هو مواطن سعودي، أُدين في محكمة بولاية كولورادو بتهمة الاعتداء الجنسي على خادمته الإندونيسية واحتجازها بشكل غير قانوني لمدة أربع سنوات. في 31 أغسطس 2006، حُكم على التركي بالسجن لمدة 28 عامًا بعد إدانته باثنتي عشرة تهمة جنائية تشمل الحجز القسري، والاتصال الجنسي غير القانوني، والسرقة، والابتزاز الجنائي.
في 25 فبراير 2011، أُعيد الحكم عليه وخُفضت مدة سجنه من 28 عامًا إلى 8 سنوات بسبب سلوكه الجيد في السجن. لا يزال التركي يُصرّ على براءته، ويُرجع التهم التي أُدين بها إلى مشاعر معادية للمسلمين، في قضية تسببت في توتر العلاقات بين الولايات المتحدة والحكومة السعودية.

## نشأته
ولد ونشأ حميدان علي التركي في المملكة العربية السعودية، وسافر بعد تخرجه إلى الولايات المتحدة مع عائلته في عام 1995، بعد حصوله على بعثة أكاديمية من جامعة الإمام محمد بن سعود الإسلامية بقسم اللغة الإنجليزية لتحضير الدراسات العليا في الصوتيات. وحاصل فيها على الماجستير بامتياز مع درجة الشرف الأولى من جامعة دنفر بولاية كولورادو في الولايات المتحدة الأمريكية.

## إعتقاله ومحاكمته
أعتقل حميدان بن علي التركي للمرة الأولى وزوجته سارة الخنيزان في نوفمبر 2004 بتهمة مخالفة أنظمة الإقامة والهجرة ، ثم في 2 يونيو 2005 أعتقل الزوجان مرة أخرى ووجهت لهما تهمة إساءة التعامل مع خادمتهما الاندونيسية واحتجازها في منزلهما واحتجاز أوراقها الثبوتية وأيضا وجهت له هو تحديداً تهمة التحرش الجنسي بخادمته الإندونيسية وسرقته لأموالها 
وعدم سداده لرواتبها ، ومنعه إياها من ممارسة حريتها في أمور حياتها وفق القانوني الأمريكي ، وبسبب صدمة حميدان التركي من كل هذه الإتهامات استخدم حقه بالصمت أثناء التحقيقات الأولية ، أي أنه لم يعترف بصحة هذه الإتهامات. ولم ينكرها ، ثم لاحقا تم إسقاط الإتهامات التي كان تم توجيهها لزوجته فجرى إطلاق سراحها وعادت للمملكة ، وأما هو فقد تراجع عن ممارسة حقه بالصمت فتكلم في التحقيقات وأنكر كل الإتهامات الموجهة له معللا براءته من إحدى تلك الإتهامات بأن الخادمة كانت طلبت من زوجته وضع راتبها عندها حتى يتجمع المال لإرساله لأهلها دفعة واحدة ، ثم في نهاية المطاف برأته المحكمة من جريمة التحرش الجنسي بخادمته ولكنها أدانته بجريمة إختطاف خادمته من الدرجة الأولى لمنعه إياها من مغادرة منزله لمدة أربعة سنوات مع حجزه لجواز سفرها وكافة وثائقها الثبوتية وهو ما يسمى وفق الدستور الأمريكي منع إنسان لإنسان آخر من ممارسة حريته ، وقد أردرك حميدان التركي في حينه أنه لم يحسن إختيار فريق المحامين الذي دافع عنه .

## الحكم القضائي
في عام 2006، أصدرت محكمة في ولاية كولورادو بالولايات المتحدة الأمريكية حكمًا بالسجن لمدة 28 عامًا على حميدان التركي. وبحسب قوانين الولاية، يُعادل الحكم بالسجن المؤبد 25 عامًا. قضى التركي نحو عشرين عامًا في سجن لايمن بولاية كولورادو قبل أن يتم تخفيض الحكم لاحقًا.
كان فريق الدفاع الجديد عن التركي قد استنفد جميع فرص الطعن القانوني بعد أن رفضت محكمة ولاية كولورادو استئنافًا تقدموا به، فلم يبق أمامهم سوى اللجوء إلى المحكمة العليا. وفي 5 أبريل 2010، تقدم فريق الدفاع بطلب استئناف إلى المحكمة العليا، التي نظرت القضية على مدى عدة جلسات، وأصدرت في 25 فبراير 2011 قرارًا بتخفيض العقوبة إلى ثماني سنوات، بعد تبرئته من بعض التهم، فيما بقيت الإدانة بالتهمة الرئيسية المتعلقة بمنع خادمته من ممارسة حريتها قائمة.
في مطلع عام 2025، أعلن فريق الدفاع اكتشاف ما وصفه بـ"خطأ قانوني" في الحكم، وقدموا اعتراضًا رسميًا، مطالبين بإعادة النظر فيه وفق قوانين ولاية كولورادو. وقد وافق الادعاء العام على أن مدة العقوبة الصادرة لم تكن متوافقة مع القانون، وأقر القاضي بالخطأ، محددًا جلسة لإعادة النطق بالحكم.
قدّم فريق الدفاع للمحكمة عددًا من المستندات والرسائل المؤيدة لطلبهم، من بينها رسالة من مدير إدارة سجون كولورادو أشاد فيها بتأثير التركي الإيجابي داخل السجون، مطالبًا بتخفيف العقوبة، ورسالة من المشرف الطبي على السجن أشار فيها إلى ارتفاع تكاليف علاجه بسبب تدهور حالته الصحية، مطالبًا بالسماح له بالعودة إلى السعودية لتلقي العلاج.

## دور المجتمع والاعلام
برزت العديد من الحركات والمظاهرات الافتراضية على الإنترنت في مواقع مثل الفيس بوك، فلقد أثر اهتمام أهل وأصدقاء الاسير في العديد من الناس ، ومنها حركة (Obama Free Homaidan | أوباما أطلق حميدان)، فلقد توجه القائمون على هذا المشروع بدعوة الرئيس الأمريكي باراك أوباما إلى النظر في قضية حميدان التركي وتحريره خاصة في بلاده التي تدعي حقوق الإنسان والديموقراطية.
كما قام المخرج السعودي المهند الكدم بعمل فلم " أوباما أطلق حميدان " كمناشدة شعبية سعودية موجهة من أبرز الأسماء السعودية المعروفة وهم : د.سلمان بن فهد العودة، حسن الصفار، تركي الدخيل، نجيب الزامل، نواف التمياط، وابنة حميدان التركي رُبى.
و لاقى الفلم متابعات اعلامية عالمية حيث وصلت مشاهداته إلى أكثر من نصف مليون مشاهدة في أول إسبوع من إطلاقه وعرض على العديد من القنوات العربية والغربية وتلفزيون ولاية كولورادو.
وفي يوم الجمعة 2011-2-25 تم إعادة محاكمة التركي بسبب تنازل الضحية عنه مقابل تعويض مالي وتم تخفيف الحكم إلى 8 سنوات .

## الإفراج
في 9 مايو 2025 الجمعة، أُفرج عن حميدان التركي من أحد سجون ولاية كولورادو بعد أن قضى قرابة عشرين عامًا في الحبس. وبعد إطلاق سراحه، تم تسليمه إلى سلطات الهجرة الأمريكية (ICE)، حيث أصبح رهن الاحتجاز لدى إدارة الهجرة والجمارك، ومن المتوقع ترحيله إلى المملكة العربية السعودية لاحقًا.وفي يوم الخميس 7 اغسطس 2025 ، وصل حميدان الى مطار الملك خالد الدولي بمدينة الرياض في تمام الساعة ٢:٣٠ ظهراً، وكان في استقباله عائلته وجمع غفير من الشعب السعودي، في لحظات مؤثرة وفرحة عارمة